# Arhansus
Arhansus [aʁɑ̃sys] (en basque: Arhantsusi) est une commune française, située dans le département des Pyrénées-Atlantiques en région Nouvelle-Aquitaine.

## Géographie

### Localisation
La commune d'Arhansus se trouve dans le département des Pyrénées-Atlantiques, en région Nouvelle-Aquitaine.
Elle se situe à 96 km par la route de Pau, préfecture du département, à 66 km de Bayonne, sous-préfecture, et à 11 km de Saint-Palais, bureau centralisateur du canton du Pays de Bidache, Amikuze et Ostibarre dont dépend la commune depuis 2015 pour les élections départementales.
La commune fait en outre partie du bassin de vie de Saint-Palais.
Les communes les plus proches sont : 
Juxue (2,6 km), Uhart-Mixe (2,7 km), Ostabat-Asme (2,9 km), Larribar-Sorhapuru (4,3 km), Orsanco (4,6 km), Lohitzun-Oyhercq (5,2 km), Pagolle (5,2 km), Larceveau-Arros-Cibits (5,6 km).
Sur le plan historique et culturel, Arhansus fait partie de la province de la Basse-Navarre, un des sept territoires composant le Pays basque,. La Basse-Navarre en est la province la plus variée en ce qui concerne son patrimoine, mais aussi la plus complexe du fait de son morcellement géographique. Depuis 1999, l'Académie de la langue basque ou Euskalzaindia divise la Basse-Navarre en six zones,. La commune est dans le pays d’Ostabarret (Oztibarre), à l’est de ce territoire.

### Communes limitrophes
Les communes limitrophes sont  Juxue, Ostabat-Asme, Pagolle et Uhart-Mixe.
|              | Uhart-Mixe |         |
| Ostabat-Asme | Arhansus   | Pagolle |
|              | Juxue      |         |

### Géologie, sismicité
La région est une région de flyschs bleus du Crétacé supérieur, très épais (plusieurs kilomètres) et à fort pendage avec des dépôts alluvionnaires (sables et argiles surmontés de limons) du quaternaire le long de la Bidouze,. Ce type de terrain est peu propice aux captages d'eau, inexistants sur la commune qui est alimentée par les sources Zahagui et Hastokia à Hosta et Ur Belcha à Musculdy dépendantes du massif karstique des Arbailles.
La région est située en zone sismique 4 correspondant à un risque moyen. L'évènement récent (depuis 1980) le plus important s'est produit en 2002. Situé à 5 km de profondeur, sa magnitude était ML=2,2, donc trop faible pour être ressenti.

### Hydrographie

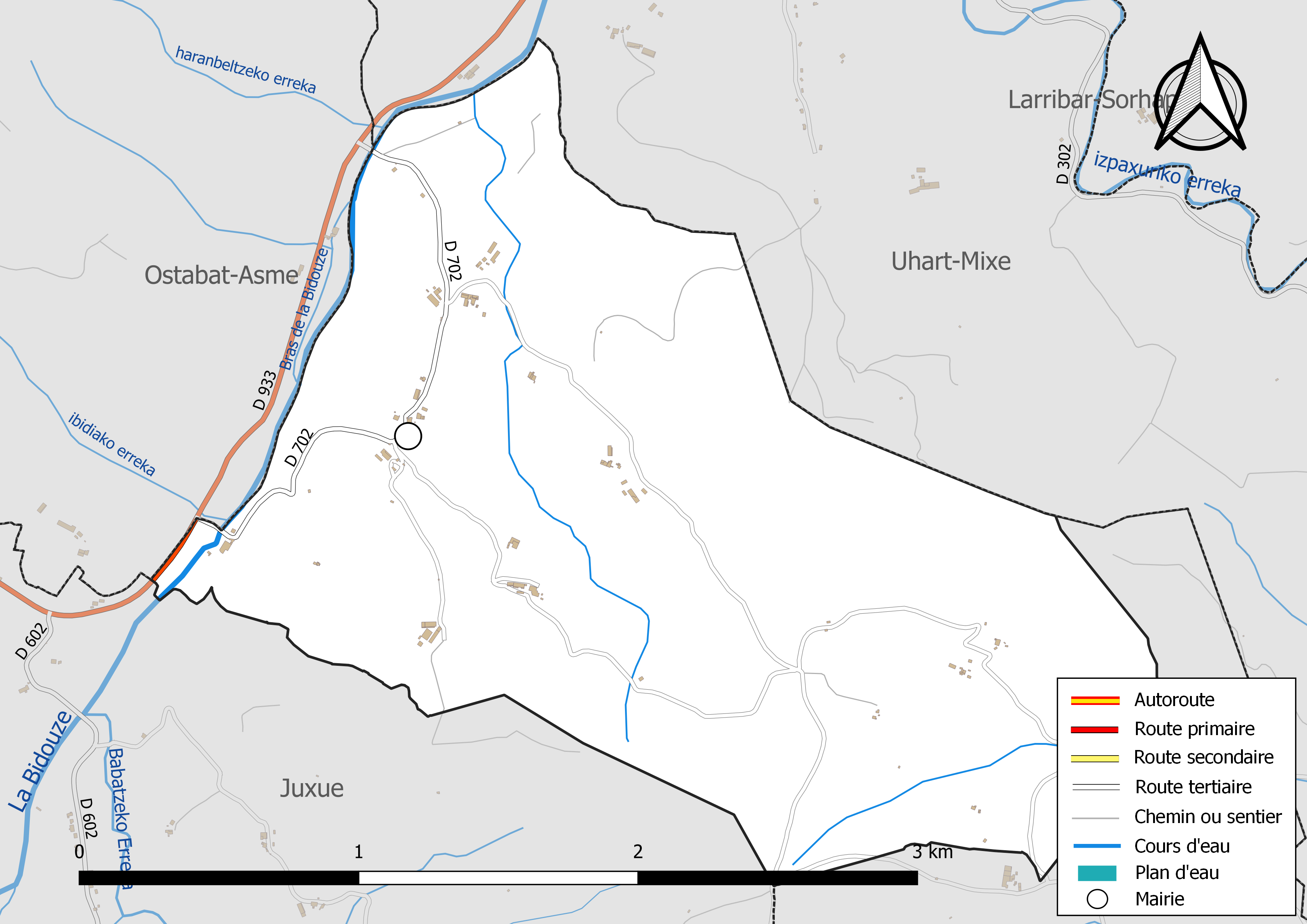
Réseaux hydrographique et routier d'Arhansus.

La commune est drainée par la Bidouze, un bras de la Bidouze et ses tributaires l'Eldurneco erreca et l'erreca hona, constituant un réseau hydrographique de 5 km de longueur totale,,.
La Bidouze, d'une longueur totale de 82,2 km, prend sa source dans la commune d'Aussurucq et s'écoule du sud vers le nord. Elle traverse la commune et se jette dans l'Adour à Guiche, après avoir traversé 26 communes.

### Climat
Pour des articles plus généraux, voir Climat de la Nouvelle-Aquitaine et Climat des Pyrénées-Atlantiques.
Historiquement, la commune est exposée à un micro climat océanique basque.  
En 2020, Météo-France publie une typologie des climats de la France métropolitaine dans laquelle la commune est exposée à un climat de montagne et est dans la région climatique Pyrénées atlantiques, caractérisée par une pluviométrie élevée (>1 200 mm/an) en toutes saisons, des hivers très doux (7,5 °C en plaine) et des vents faibles.
Pour la période 1971-2000, la température annuelle moyenne est de 13,7 °C, avec une amplitude thermique annuelle de 13,3 °C. Le cumul annuel moyen de précipitations est de 1 492 mm, avec 12,3 jours de précipitations en janvier et 9,1 jours en juillet. Pour la période 1991-2020, la température moyenne annuelle observée sur la station météorologique la plus proche, située sur la commune d'Aïcirits-Camou-Suhast à 9 km à vol d'oiseau, est de 14,3 °C et le cumul annuel moyen de précipitations est de 1 219,1 mm,. Pour l'avenir, les paramètres climatiques de la commune estimés pour 2050 selon différents scénarios d’émission de gaz à effet de serre sont consultables sur un site dédié publié par Météo-France en novembre 2022.

### Milieux naturels et biodiversité

#### Réseau Natura 2000
Le réseau Natura 2000 est un réseau écologique européen de sites naturels d'intérêt écologique élaboré à partir des Directives « Habitats » et « Oiseaux », constitué de zones spéciales de conservation (ZSC) et de zones de protection spéciale (ZPS).
Un site Natura 2000 a été défini sur la commune au titre de la « directive Habitats » : « la Bidouze (cours d'eau) », d'une superficie de 2 570 ha, un vaste réseau hydrographique drainant les coteaux du Pays basque,.

#### Zones naturelles d'intérêt écologique, faunistique et floristique
L’inventaire des zones naturelles d'intérêt écologique, faunistique et floristique (ZNIEFF) a pour objectif de réaliser une couverture des zones les plus intéressantes sur le plan écologique, essentiellement dans la perspective d’améliorer la connaissance du patrimoine naturel national et de fournir aux différents décideurs un outil d’aide à la prise en compte de l’environnement dans l’aménagement du territoire.
Une ZNIEFF de type 2 est recensée sur la commune, : 
le « réseau hydrographique de la Bidouze et annexes hydrauliques » (2 867,4 ha), couvrant 30 communes dont 1 dans les Landes et 29 dans les Pyrénées-Atlantiques.

## Urbanisme

### Typologie
Au 1er janvier 2024, Arhansus est catégorisée commune rurale à habitat très dispersé, selon la nouvelle grille communale de densité à sept niveaux définie par l'Insee en 2022.
Elle est située hors unité urbaine. Par ailleurs la commune fait partie de l'aire d'attraction de Saint-Palais, dont elle est une commune de la couronne,. Cette aire, qui regroupe 25 communes, est catégorisée dans les aires de moins de 50 000 habitants,.

### Occupation des sols

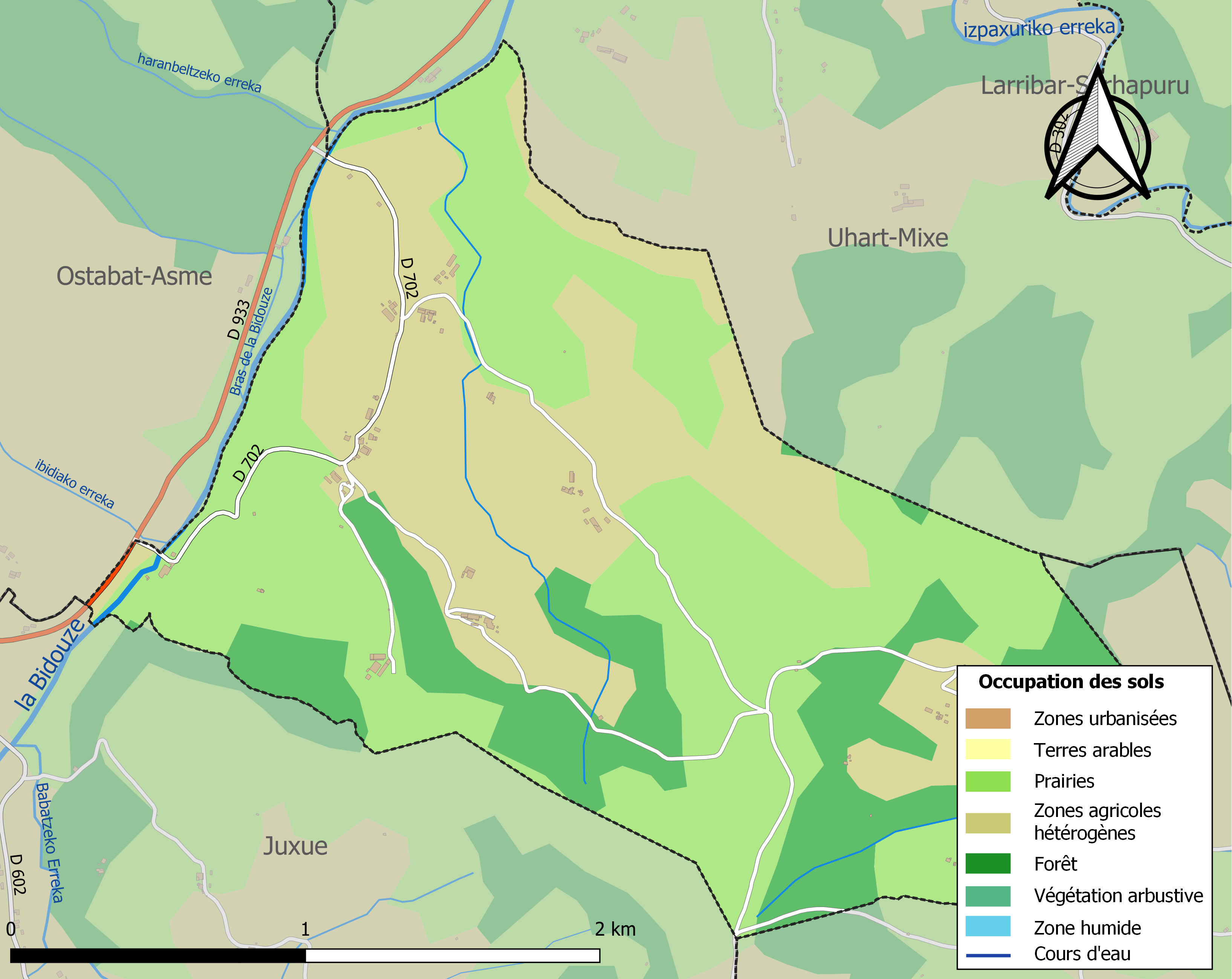
Carte des infrastructures et de l'occupation des sols de la commune en 2018 (CLC).

L'occupation des sols de la commune, telle qu'elle ressort de la base de données européenne d’occupation biophysique des sols Corine Land Cover (CLC), est marquée par l'importance des territoires agricoles (82,4 % en 2018), une proportion identique à celle de 1990 (82,4 %). La répartition détaillée en 2018 est la suivante : 
prairies (45,2 %), zones agricoles hétérogènes (37,3 %), forêts (17,6 %). L'évolution de l’occupation des sols de la commune et de ses infrastructures peut être observée sur les différentes représentations cartographiques du territoire : la carte de Cassini (XVIIIe siècle), la carte d'état-major (1820-1866) et les cartes ou photos aériennes de l'IGN pour la période actuelle (1950 à aujourd'hui).

### Lieux-dits et hameaux
- Aguerrengoyhenko Borda (ruines)[11]
- Bidartia[11]
- Bordaberria[11]
- Carricondoa[11]
- Castellu Cahara[35] ou Gastelusare[11],[36]
- Charcoa[11]
- Cuçuluteguia[11]
- Elgartia[11]
- Eliza[17]
- Etchessaria[11]
- Eyhera[11]
- Eyheraberria[11]
- Goyhenetchea[11]
- Haramberria[11]
- Harispouria[11]
- Hirrundoya[11]
- Inchaurrague[11]
- Ithurbidia[11]
- Larrondoa[11]
- Lastapia[11]
- Mendionda[11]
- Olieta[11]
- Pagolle oyhana[17]
- Portasanse[37]
- Solaquia[11]
- Uligainia[11]

### Logement
En 2018 les 34 résidences se partagent en 33 maisons (97,1%) et 1 appartement (2,9%). Le nombre moyen de pièces est de 5,6 pour les maisons et 3 pour l'appartement.
|             | nombre | pourcentage |
| ----------- | ------ | ----------- |
| résidences  | 34     | ---         |
| principales | 28     | 82,5        |
| secondaires | 4      | 11,6        |
| vacantes    | 2      | 5,8         |

|            | nombre | pourcentage |
| ---------- | ------ | ----------- |
| avant 1919 | 14     | 50,0        |
| 1919-1945  | ---    | ---         |
| 1946-1970  | 2      | 7,1         |
| 1971-1990  | 3      | 10,7        |
| 1991-2005  | 5      | 17,9        |
| 2006-2015  | 4      | 14,3        |

### Voies de communication et transports
Arhansus est desservie par la route départementale D 702, satellite de la D 933.
Il existe une ligne de bus sur la D 933.
La gare TER la plus proche est celle de Saint-Jean-Pied-de-Port à 21,3 km (ligne Saint-Jean-Pied-de-Port - Bayonne). La gare TGV la plus proche est celle d'Orthez à 45,1 km (ligne Tarbes - Paris Montparnasse).
L'aéroport le plus proche est celui de Biarritz-Pays Basque à 65,4 km.
92,9 % des ménages ont au moins une voiture et 39,3 % en ont deux ou plus en 2018. Les transports utilisés en 2018 pour se rendre au travail sont les suivants :
| pas de déplacement        | 16,7 % |
| marche, roller, patinette | 26,7 % |
| vélo (y compris VAE)      | 0      |
| 2 roues motorisées        | 0      |
| voiture                   | 56,7 % |
| transport en commun       | 0      |

### Risques majeurs
Le territoire de la commune d'Arhansus est vulnérable à différents aléas naturels : météorologiques (tempête, orage, neige, grand froid, canicule ou sécheresse), inondations, feux de forêts et séisme (sismicité moyenne). Un site publié par le BRGM permet d'évaluer simplement et rapidement les risques d'un bien localisé soit par son adresse soit par le numéro de sa parcelle.
Certaines parties du territoire communal sont susceptibles d’être affectées par le risque d’inondation par une crue torrentielle ou à montée rapide de cours d'eau, notamment la Bidouze. La commune a été reconnue en état de catastrophe naturelle au titre des dommages causés par les inondations et coulées de boue survenues en 1982, 1983, 1992, 2007, 2009 et 2014,.
Arhansus est exposée au risque de feu de forêt. En 2020, le premier plan de protection des forêts contre les incendies (PDPFCI) a été adopté pour la période 2020-2030. La réglementation des usages du feu à l’air libre et les obligations légales de débroussaillement dans le département des Pyrénées-Atlantiques font l'objet d'une consultation de public ouverte du 16 septembre au 7 octobre 2022,.

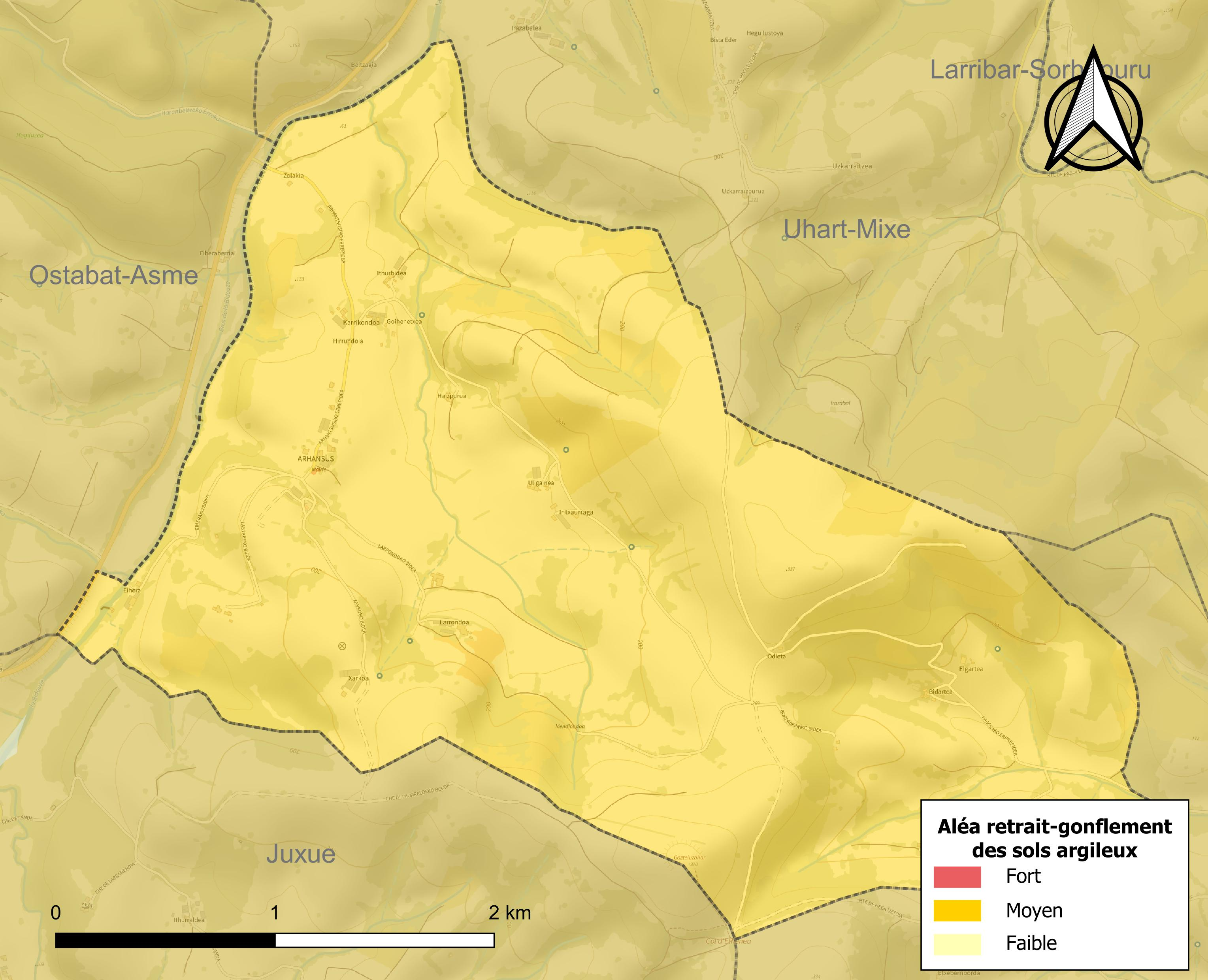
Carte des zones d'aléa retrait-gonflement des sols argileux d'Arhansus.

Le retrait-gonflement des sols argileux est susceptible d'engendrer des dommages importants aux bâtiments en cas d’alternance de périodes de sécheresse et de pluie. La totalité de la commune est en aléa moyen ou fort (59 % au niveau départemental et 48,5 % au niveau national). Depuis le 1er octobre 2020, en application de la loi ELAN, différentes contraintes s'imposent aux vendeurs, maîtres d'ouvrages ou constructeurs de biens situés dans une zone classée en aléa moyen ou fort,.

## Toponymie

### Attestations anciennes
Le toponyme Arhansus apparaît sous les formes 
sanctus stephanus de aranchiis et aranchus (1160), 
Arhanssus (1291,), 
eransus et aransus (1305), 
Eranssus (1350), 
Arhansus (1365 et 1413,), 
Aransus (1513,, titres de Pampelune) et 
Aransusi (1621,,, Martin Biscay).

### Étymologie
Le toponyme est basé sur le radical basque Arhan-, Arran- ou son dérivé Arhantz mais l’étymologie « où abonde le prunellier » est incertaine.

### Autres toponymes
L’Eldurne est un hydronyme désignant un tributaire de la Bidouze, circonscrit au territoire d’Arhansus, mentionné en 1863 par le dictionnaire topographique Béarn-Pays basque.
Etchepare et Etcheverry sont d’anciens fiefs, relevant du royaume de Navarre, cités dans le dictionnaire de 1863.
Le gaztelu zahar, mont entre Arhansus et Juxue, est mentionné sous les graphies   
Gastelluçar par Paul Raymond en 1863, 
Gastellusahar sur la carte de Cassini,
Gastelusare par l'IGN ou encore Castellu Cahara.

### Graphie basque
Son nom basque est Arhantsusi.
Pierre Lhande indique dans son dictionnaire basque-français la forme Arhantsuse.

## Histoire

Blason des Etchepare d'Arhansus.

Il existait une maison noble d'Etchepare dont les seigneurs sont mentionnés sous le nom casamajor en 1350 et case major darhansus en 1365. Johan d'Etchepare, écuyer est seigneur de Etchepare en 1480. Simon Pierre est reçu aux Etats de Navarre en 1731. Les Etchepare ont également possédé la salle d'Etcheberry d'Arhansus, citée comme maison franche en 1393.

## Politique et administration

### Liste des maires
| Période                                  | Période  | Identité                     | Étiquette | Qualité     |
| ---------------------------------------- | -------- | ---------------------------- | --------- | ----------- |
| 1797                                     | 1801     | Goyeneche                    |           |             |
| 1801                                     | 1815     | Pierre Uligain               |           |             |
| 1819                                     | 1829     | Çaldera                      |           |             |
| 1833                                     | 1842     | Pierre Uligain               |           |             |
| 1844                                     | 1865     | Pierre Hitta                 |           |             |
| 1865                                     | 1875     | Jacques Eyheragaray          |           |             |
| 1877                                     | 1891     | Samson Guissagaits           |           |             |
|                                          | 1984     | Ambroise Pitchouague         |           | agriculteur |
| 1984                                     | 2014     | Marc Arrachou                | DVD       |             |
| 2014                                     | En cours | Christine Erdozaincy-Etchart |           | comptable   |
| Les données manquantes sont à compléter. |          |                              |           |             |

### Intercommunalité
Arhansus appartient à six structures intercommunales :
- la communauté d'agglomération du Pays Basque ;
- le syndicat AEP de l'Ostabaret ;
- le syndicat d'énergie des Pyrénées-Atlantiques ;
- le syndicat intercommunal pour l'aménagement et la gestion de l'abattoir de Saint-Jean-Pied-de-Port ;
- le syndicat pour le soutien à la culture basque ;
- le syndicat pour le fonctionnement des écoles d'Ostibarret.

## Population et société

### Démographie
Le nom des habitants est Arhantsusiar, ou Arhantsusitar.
Le recensement à caractère fiscal de 1412-1413, réalisé sur ordre de Charles III de Navarre, comparé à celui de 1551 des hommes et des armes qui sont dans le présent royaume de Navarre d'en deçà les ports, révèle une démographie en forte croissance. Le premier indique à Arhansus la présence de cinq feux, le second de 13 feux.
L'évolution du nombre d'habitants est connue à travers les recensements de la population effectués dans la commune depuis 1793. Pour les communes de moins de 10 000 habitants, une enquête de recensement portant sur toute la population est réalisée tous les cinq ans, les populations de référence des années intermédiaires étant quant à elles estimées par interpolation ou extrapolation. Pour la commune, le premier recensement exhaustif entrant dans le cadre du nouveau dispositif a été réalisé en 2006.

En 2022, la commune comptait 67 habitants, en évolution de −8,22 % par rapport à 2016 (Pyrénées-Atlantiques : +3,78 %, France hors Mayotte : +2,11 %).
| 1793 | 1800 | 1806 | 1821 | 1831 | 1836 | 1841 | 1846 | 1851 |
| ---- | ---- | ---- | ---- | ---- | ---- | ---- | ---- | ---- |
| 193  | 159  | 190  | 171  | 187  | 213  | 192  | 181  | 177  |

| 1856 | 1861 | 1866 | 1872 | 1876 | 1881 | 1886 | 1891 | 1896 |
| ---- | ---- | ---- | ---- | ---- | ---- | ---- | ---- | ---- |
| 163  | 137  | 150  | 125  | 146  | 136  | 120  | 99   | 115  |

| 1901 | 1906 | 1911 | 1921 | 1926 | 1931 | 1936 | 1946 | 1954 |
| ---- | ---- | ---- | ---- | ---- | ---- | ---- | ---- | ---- |
| 122  | 117  | 125  | 121  | 115  | 114  | 124  | 131  | 116  |

| 1962 | 1968 | 1975 | 1982 | 1990 | 1999 | 2006 | 2011 | 2016 |
| ---- | ---- | ---- | ---- | ---- | ---- | ---- | ---- | ---- |
| 109  | 95   | 102  | 97   | 98   | 81   | 72   | 73   | 73   |

| 2021 | 2022 | - | - | - | - | - | - | - |
| ---- | ---- | - | - | - | - | - | - | - |
| 70   | 67   | - | - | - | - | - | - | - |

## Économie

### Emploi et revenus
En 2018 les résidents occupent 30 emplois dont 19 sont situés sur la commune. Ils se répartissent de la façon suivante :
| salarié     | 13 | fonction publique, CDI | 13  |
|             |    | CDD                    | --- |
|             |    | Emploi aidé            | --- |
|             |    | apprentissage, stage   | --- |
| non-salarié | 17 | indépendant            | 10  |
|             |    | employeur              | 7   |
|             |    | aide familial          | --- |

L'activité est principalement agricole. La commune fait partie de la zone d'appellation de l'ossau-iraty.

## Culture locale et patrimoine

### Patrimoine civil

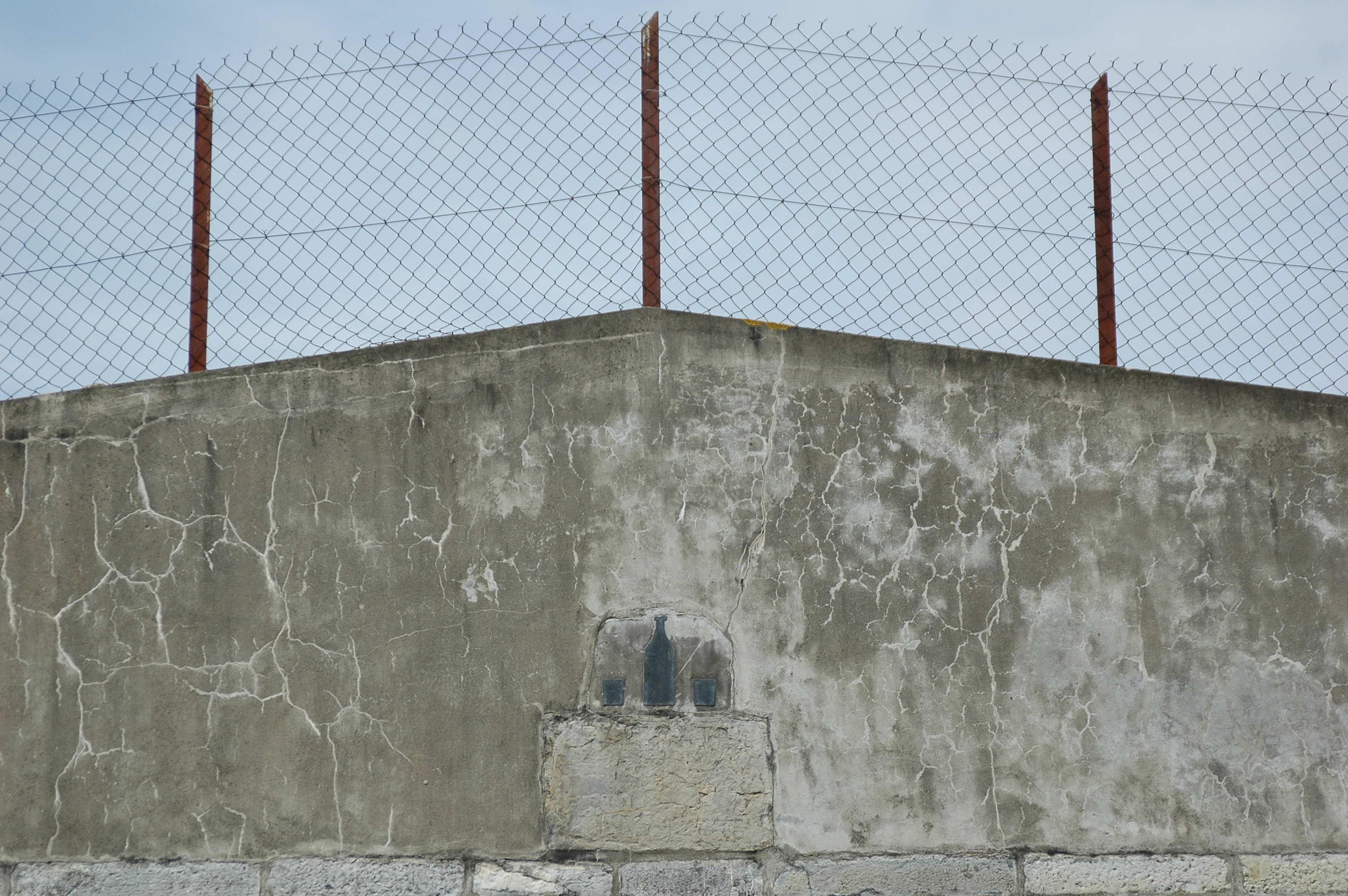
Détail du fronton.
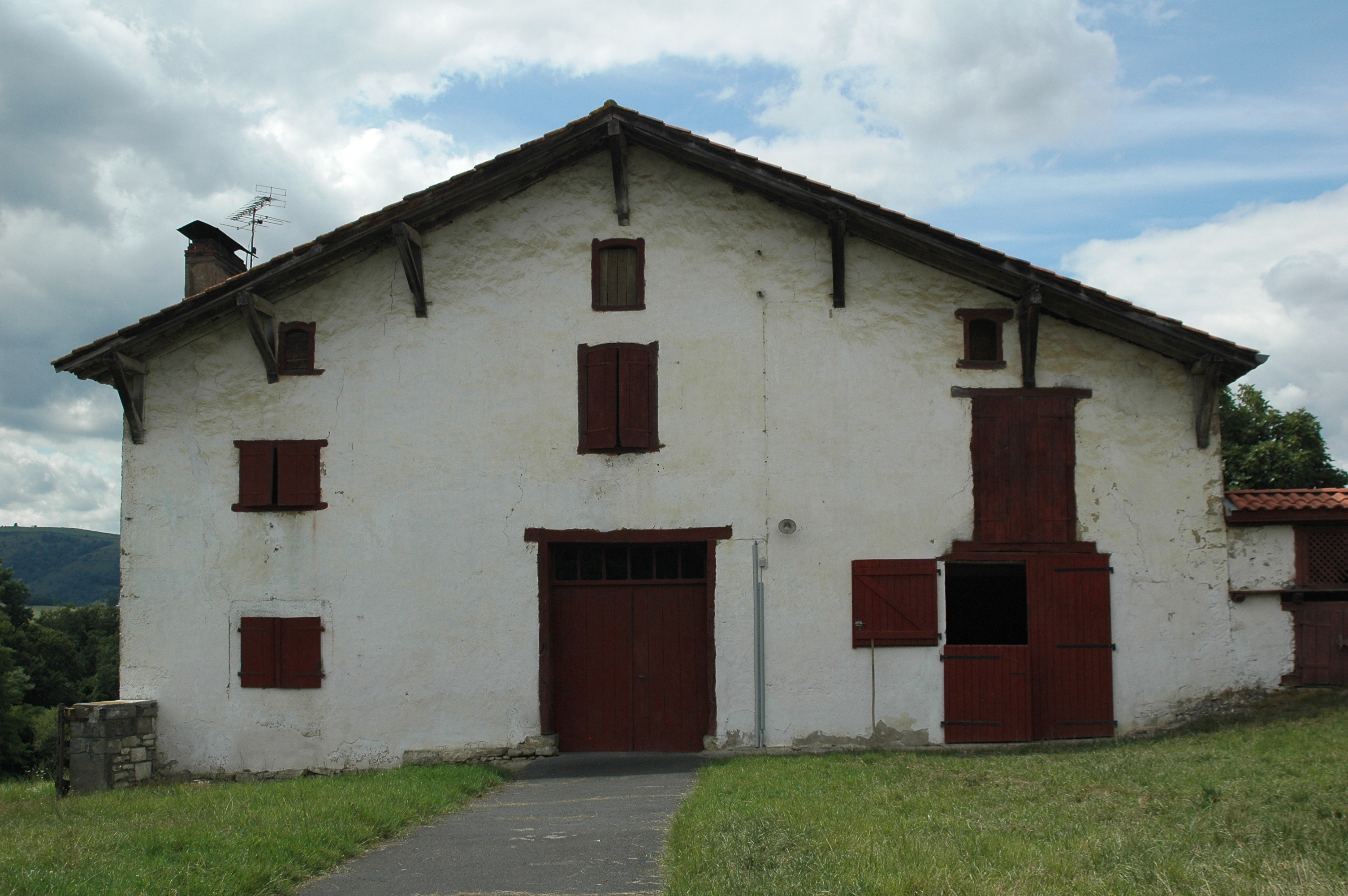
Ferme Etxeberria[66].

- Un camp protohistorique est visible au lieu-dit Gazteluzahar (Castellu Cahara[35]), d'altitude 361 m. Il couvre 0,85 ha et est à parapets de terre[67]. On trouve un second camp au lieu-dit Portasanse[37].
- Des maisons[68] du XVIIIe siècle sont inscrites à l'Inventaire général du patrimoine culturel. Parmi celles-ci on note la ferme Etxeberria.

### Patrimoine religieux
|  |  |  |  |

L'église Saint-Étienne date en partie du XVe siècle. Le cartulaire de la cathédrale de Dax Liber Rubeus mentionne l'existence en  1160 de l'église sanctus stephanus de aranchiis.

### Héraldique
| Blason de Arhansus | Blason  | Parti : au 1er de sinople à saint Étienne d'or tenant une palme du même dans sa dextre et trois cailloux d'argent dans sa senestre, au 2d d'argent à la fasce ondée d'azur ; le tout sommé d'un chef de gueules chargé de chaînes d'or posées en orle, en croix et en sautoir. |
| Blason de Arhansus | Détails | Représente saint Étienne qui est le patron de la paroisse, une fasce ondée pour la Bidouze qui arrose la commune et les chaînes de la Navarre. Adopté fin 2015. |

## Pour approfondir